# Lijst van premiers van Haïti
De premier van Haïti is de regeringsleider van Haïti.

## Lijst van premiers van Haïti
| Premier                                  | van               | tot               |
| ---------------------------------------- | ----------------- | ----------------- |
| Martial Célestin                         | 9 februari 1988   | 20 juni 1988      |
| René Garcia Préval                       | 13 februari 1991  | 11 oktober 1991   |
| Jean-Jacques Honorat                     | 11 oktober 1991   | 19 juni 1992      |
| Marc Louis Bazin                         | 19 juni 1992      | 30 augustus 1993  |
| Robert Malval                            | 30 augustus 1993  | 8 november 1994   |
| Smarck Michel                            | 8 november 1994   | 7 november 1995   |
| Claudette Werleigh                       | 7 november 1995   | 27 februari 1996  |
| Rosny Smarth                             | 27 februari 1996  | 20 oktober 1997   |
| Jacques-Édouard Alexis                   | 26 maart 1999     | 2 maart 2001      |
| Jean Marie Chérestal                     | 2 maart 2001      | 15 maart 2002     |
| Yvon Neptune                             | 2 maart 2001      | 12 maart 2004     |
| Gérard Latortue                          | 12 maart 2004     | 9 juni 2006       |
| Jacques-Édouard Alexis                   | 9 juni 2006       | 12 april 2008     |
| Michèle Pierre-Louis                     | 5 september 2008  | 30 oktober 2009   |
| Jean-Max Bellerive                       | 11 november 2009  | 18 oktober 2011   |
| Garry Conille                            | 18 oktober 2011   | 16 mei 2012       |
| Laurent Lamothe                          | 16 mei 2012       | 20 december 2014  |
| Florence Duperval Guillaume (waarnemend) | 20 december 2014  | 16 januari 2015   |
| Evans Paul                               | 16 januari 2015   | 26 februari 2016  |
| Fritz Jean (waarnemend)                  | 26 februari 2016  | 28 maart 2016     |
| Enex Jean-Charles                        | 28 maart 2016     | 21 maart 2017     |
| Jack Guy Lafontant                       | 21 maart 2017     | 17 september 2018 |
| Jean-Henry Céant                         | 17 september 2018 | 21 maart 2019     |
| Jean-Michel Lapin (waarnemend)           | 21 maart 2019     | 4 maart 2020      |
| Joseph Jouthe                            | 4 maart 2020      | 14 april 2021     |
| Claude Joseph (waarnemend)               | 14 april 2021     | 20 juli 2021      |
| Ariel Henry                              | 20 juli 2021      | 24 april 2024     |
| Michel Patrick Boisvert (waarnemend)     | 24 april 2024     | 3 juni 2024       |
| Garry Conille (waarnemend)               | 3 juni 2024       | 11 november 2024  |
| Alix Didier Fils-Aimé (waarnemend)       | 11 november 2024  | heden             |